# Laeliinae
Laeliinae é uma subtribo Neotropical de Orchidaceae, composta por mais de 40 gêneros, alguns deles favoritos dentre os colecionadores de orquídeas, tais como Laelia, Sophronitis, e Cattleya. O gênenro Epidendrum é o maior componente desta subtribo, com cerca de 1 500 espécies, seguido por Encyclia, com mais de 120.
Esta subtribo é formada por por plantas de crescimento cespitoso reptante ou escandente, cujos caules nem sempre formam pseudobulbos; unifoliadas ou com diversas folhas dísticas e inflorescência terminal ou pseudo-lateral com flores de labelo livre, somente pendurado no pé da coluna ou com flores de labelo amplamente preso à coluna, esta sem prolongamento podiforme; quando suas flores apresentam oito polínias então estas são de dois tamanhos e o ovário não é articulado com pedicelo, este é caduco. Divide-se entre quarenta e sessenta gêneros conforme a referência consultada.
A subtribo Laeliinae foi proposta por Bentham em 1881, em 1889 foi revisada por remodelada por Pfitzer, e novamente em 1993, por Dressler, que na ocasião atribuíu 45 gêneros a ela. Em 1995 Szlachetko propôs sua divisão em três subtribo Laeliinae, Epidendrinae e Ponerinae, estudos moleculares recentes (Cássio van den Berg et al., 2000 e 2002) suportam a inclusão da maioria dos gêneros atribuídos a Laellinae por Dressler. Foram excluídos Dilomilis e Helleriella subordinados agora a Pleurothallidinae e Ponera e Isochilus a Poneriinae. Dados moleculares mostram também que Arpophyllum e Meiracyllium, por Dressler atribuídos a outras subtribos, integram Laeliinae. Dentro desta subtribo a variação genética é pequena, dificultando agrupamentos. (Boletim CAOB 52 - Cattleyella).
A circunscrição de muitos de seus gêneros atualmente é controversa. Em Van den Berg et al., 2005 - Genera Orchidacearum Vol. IV, são relacionados 40 gêneros conforme conclusões decorrentes de análisas filogenéticas, porém após a publicação deste trabalho, orquidólogos como Guy Chiron, Vitorino P. Castro, Marcos A. Campacci, Francisco Miranda, Kleber Lacerda, Patricia Harding, Carl Withner e o próprio Cássio van den Berg propõem a reavaliação das conclusões dos resultados filogenéticos em uma divisão diferente dos gêneros.

## Filogenia
Apesar da pesquisa da filogenia de Laeliina continuar, pesquisa preliminar publicada por Van den Berg aponta para sua divisão em oito clados, dos quais estão relacionadas somente os géneros brasileiros:
1. Clado Pseudolaelia: Isabelia, Pseudolaelia, Loefgrenianthus, Constantia, Leptotes, Pygmaeorchis, Adamantinia.
2. Clado Homalopetalum: Homalopetalum.
3. Clado Laelia: Schomburgkia.
4. Clado Epidendrum: Epidendrum, Amblostoma, Orleanesia, Lanium, Caularthron, Coilostylis.
5. Clado Scaphyglottis: Scaphyglottis, Jacquiniella.
6. Clado Broughtonia: Dimerandra, Nidema.
7. Clado Encyclia: Encyclia, Anacheilium, Hormidium, Prosthechea.
8. Clado Cattleya: Brassavola, Cattleya, Hadrolaelia, Hoffmannseggella, Dungsia, Brasilaelia, Sophronitis, Cattleyella, Microlaelia.

## Gêneros
Relacionamos aqui os gêneros propostos por Van den Berg (os gêneros em negrito dentre os sinônimos são aqueles em que ainda não há consenso sobre sua aceitação). Os números são a quantidade de espécies.
- Acrorchis Dressler, 1
- Adamantinia Van den Berg & M.W.Chase, 1
- Alamania La Llave & Lex., 1
- Amoana Leopardi & Carnevali., 2

- Arpophyllum La Llave & Lex, 5
- Artorima Dressler & G.E.Pollard, 1
- Barkeria Knowles & Westc., 17
  - Sin. Dothilophis Raf.
- Brassavola R.Br., 17
- Broughtonia R.Br., 6
  - Sin. Cattleyopsis Lem., Laeliopsis Lindl.
- Cattleya Lindl., 40 + 61
  - Sin. Maelenia Dum., Sophronitis Lindl., Sophronia Lindl., Lophoglottis Raf., Hoffmannseggella H.G.Jones, Hadrolaelia (Schltr.) Chiron & V.P.Castro,  Dungsia Chiron & V.P.Castro, Microlaelia (Schltr.) Chiron & V.P.Castro, Chironiella Braem, Brasilaelia Campacci
- Cattleyella Van den Berg & M.W.Chase, 1
  - Sin. Schluckebieria Braem
- Caularthron Raf., 3
  - Sin. Diacrium (Lindl.)Benth., Dothilophis Raf.
- Constantia Barb.Rodr., 5
- Dimerandra Schltr., 1
- Dinema Lindl., 1
- Domingoa Schltr., 5
  - Sin. Hartwegia Lindl., Nageliella L.O.Williams
- Encyclia Hook., 120
- Epidendrum L., 1500
  - Sin. Amblostoma Scheidw., Amblystoma Kuntze, Amphiglottis Salisb., Amphiglottium (Salisb.) Lindl. ex Stein, Auliza Salisb., Auliza Salisb. ex Small, Aulizeum Lindl. ex Stein, Coilostylis Raf., Didothion Raf., Diothonea Lindl., Epidanthus L.O.Williams, Epidendropsis Garay & Dunst., Gastropodium Lindl., Hemiscleria Lindl., Kalopternix Garay & Dunst., Lanium (Lindl.) Benth., Larnandra Raf., Minicolumna Brieger, Nanodes Lindl., Neohlemannia Kraenzl., Neowilliamsia Garay, Nyctosma Raf., Oerstedella Rchb.f., Physinga Lindl., Pleuranthium (Rchb.f.) Benth., Pseudepidendrum Rchb.f., Psilanthemum Klotszch ex Stein, Seraphyta Fisch. & C.A.Mey., Spathiger Small, Spathium Lindl. ex Stein, Stenoglossum Kunth, Tritelandra Raf.
- Guarianthe Dressler & W.E.Higgins, 4
- Hagsatera R.González, 2
- Homalopetalum Rolfe, 7
  - Sin. Pinelia Lindl., Pinelianthe Rauschert
- Isabelia Barb.Rodr., 3
  - Sin. Neolauchea Kraenzl., Sophronitella Schltr.
- Jacquiniella Schltr., 11
  - Sin. Dressleriella Brieger, Briegeria Senghas
- Laelia Lindl., 25
  - Sin. Amalia Lindl., Amalias Hofmsgg., Schomburgkia Lindl.
- Leptotes Lindl., 5
- Loefgrenianthus Hoehne, 1
- Meiracyllium Rchb.f., 2
- Microepidendrum Brieger ex W.E.Higgins, 1
- Myrmecophila Rolfe, 10
- Nidema Britton & Millsp., 2
- Oestlundia W.E.Higgins, 4
- Orleanesia Barb.Rodr., 11
- Prosthechea Knowles & Westc., 100
  - Sin. Epithecium Knowles & Westc., Hormidium Heynh., Anacheilium Hoffmgg., Euchile (Dressler & G.E.Pollard) Withner, Pseudencyclia Chiron & V.P.Castro., Panarica Withner & P.A.Harding, Pollardia Withner & P.A.Harding
- Pseudolaelia Porto & Brade, 10
  - Sin. Renata Ruschi
- Psychilis Raf., 15
- Pygmaeorchis Brade, 2
- Quisqueya Dod, 4
- Rhyncholaelia Schltr, 2
- Scaphyglottis Poepp. & Endl., 60
  - Sin. Hexisea Lindl., Cladobium Lindl., Hexadesmia Brongn., Tetragamestus Rchb.f., Reichenbachanthus Barb.Rodr., Fractiungis Schltr., Leaoa Schltr. & Porto, Pachystele Schltr., Costaricaea Schltr., Ramonia Schltr., Platyglottis L.O.Williams
- Tetramicra Lindl., 13